# Route nationale 722
La route nationale 722 ou RN 722 était une route nationale française reliant La Ferté-Saint-Aubin à Vatan. À la suite de la réforme de 1972, elle a été déclassée en RD 922.

## Ancien tracé de la Ferté-Saint-Aubin à Vatan (D 922)
- La Ferté-Saint-Aubin
- Chaumont-sur-Tharonne
- La Ferté-Beauharnais
- Millançay
- Romorantin-Lanthenay
- Villefranche-sur-Cher
- Saint-Julien-sur-Cher
- Graçay
- Vatan

- Traversée de la Ferté-Beauharnais via la D 923 et la D 922.